# آلن مابانکو
آلن مابانکو (به فرانسوی: Alain Mabanckou) (زاده ۲۴ فوریهٔ ۱۹۶۶) رمان‌نویس، روزنامه‌نگار، شاعر و عضو فرهنگستان اهل کنگو است.
وی هم‌اکنون در آمریکا تدریس می‌کند و به زبان فرانسه می‌نویسد.
از وی در رمان «فردا بیست ساله می‌شوم» (Tomorrow I'll be Twenty) سال ۲۰۱۳ به انگلیسی ترجمه شده‌است.